# مدير طبي
المدير الطبي هو طبيب يقدم التوجيه والقيادة بشأن استخدام الدواء في منظمة الرعاية الصحية. وتشمل هذه الخدمات الطبية الطارئة وأقسام المستشفيات وبنوك الدم وشعب التدريس السريري، وغيرها. يقوم المدير الطبي بوضع الخطط والمبادئ التوجيهية للموظفين السريريين وتقييمها أثناء استخدامها.